# Leeds Rhinos
Der Leeds Rhinos Rugby League Club (üblicherweise als Rhinos bezeichnet) ist ein professioneller Rugby-League-Verein aus der Stadt Leeds in der englischen Region West Yorkshire, der in der englisch-französischen Super League spielt. Die Mannschaft trägt ihre Heimspiele im Stadion Headingley aus, in dem 21.200 Zuschauer Platz finden. Die Mannschaftsfarben sind Blau und Gelb.

## Geschichte
Der Verein wurde im Jahr 1870 unter dem Namen Leeds St. John’s gegründet und gehörte 1895 zu den Gründungsmitgliedern der Northern Union, der späteren Rugby Football League, welche sich von der Rugby Football Union abspaltete. 1910 gewann das Team mit dem Challenge Cup seinen ersten großen Titel. Der erste nationale Meistertitel ließ allerdings bis 1961 auf sich warten. Die 1960er und 1970er Jahre wurden mit insgesamt fünf Meisterschaften und drei Challenge-Cup-Siegen zur bis dahin erfolgreichsten Zeit der Vereinsgeschichte. Vergleichbare Erfolge konnte man in den 1980ern und 1990ern nicht mehr einfahren.
Im Jahr 1996 war Leeds Gründungsmitglied der Super League und erhielt den Spitznamen Rhinos. Zu Beginn des neuen Jahrtausends erfolgte der Aufstieg zu einer echten Spitzenmannschaft. Zwischen 2004 und 2012 gewannen die Rhinos sechs Meistertitel und zudem dreimal die World Club Challenge, in welcher sich der Sieger der Super League mit dem Meister der National Rugby League misst. 2014 gelang erstmals seit 15 Jahren wieder der Gewinn des prestigeträchtigen Challenge Cups. 2015 verteidigten die Rhinos den Challenge Cup und errangen durch ein 22:20 gegen die Wigan Warriors ihren zwölften Meistertitel.

## Rivalitäten
Die traditionalen Lokalrivalen der Rhinos sind die Bradford Bulls und die Huddersfield Giants. Durch die Erfolge der jüngsten Vergangenheit entstanden zudem starke Rivalitäten zu den traditionellen Spitzenteams Wigan Warriors und St Helens.

## Erfolge
- Meisterschaft (13): 1961, 1969, 1972, 1975, 1979, 2004, 2007, 2008, 2009, 2011, 2012, 2015, 2017
- Challenge Cup (13): 1910, 1923, 1932, 1936, 1941, 1942, 1957, 1968, 1977, 1978, 1999, 2014, 2015
- World Club Challenge (3): 2005, 2008, 2012